# Разноротка
Разноротка или четворолисна водена папрат (лат. Marsilea quadrifolia) је строго заштићена врста хетероспорне папрати која расте на мочварном земљишту или на влажним ливадама. Род Marsilea је космополитског распрострањења и обухвата 49 прихваћених врста.

## Опис врсте
Ризом биљке је веома танак, пузећи и заривен у муљ, дужине до 50 cm, ретко до 100 cm. Ризом је слабо разгранат, са доње стране образује коренчиће, а са горње листове. Лисне петељке су дужине до 20 cm. Лисна плоча је састављена од два пара наспрамних међусобно укрштених и зближених листића, који су на врху заобљени.
Са основе лисне дршке полази изданак који носи два спорокарпа који су бубрежасти и дебелог зида. Унутар њега се налазе соруси (по једном спорокарпу по седам до девет соруса) који су перасто распоређени и галертно ткиво које представља слузаву масу која има способност да апсорбује воду. Када галертно ткиво апсорбује воду, спорокарп пуца и ослобађа споре. Отварање спорокарпа се приписује молекулима воде, међутим познати су примерци биљака чији су се спорокарпи отворили и после 50 година лежања у хербаријуму.

## Распрострањење
Разноротка се може пронаћи у Војводини, али је веома ретка. Биљка је забележена на следећим локалитетима: Чортановци, Обедска бара, Сусек, Крњача , Ечка, Засавица и др. Познати су и налази у Црној Гори, 
Хрватској и Словенији. Ареал врсте подразумева умерене и меридионалне области Евроазије.

## Станиште
Настањује стајаће воде и мочварна станишта. У Републици Србији има статус строго заштићене биљне врсте.

## Употреба у исхрани и медицини
Разноротка се вековима бере и користи у народној медицини и исхрани становника Индије. Употребљава се често у етномедицини и то при лечењу чирева, реуматизма, хипертензије, кашља, епилепсије. Има релативно високу нутритивну вредност. Врста је богата витаминима, минералима, елементима у траговима, дијеталним влакнима и протеинима. Такође, врсту одликује већа количина тиамина, рибофлавина и витамина Ц. Више студија је показало да метанолни екстракти ове врсте показују антиоксидативни потенцијал и антиинфламаторно дејство.